# بلندر (مركب)

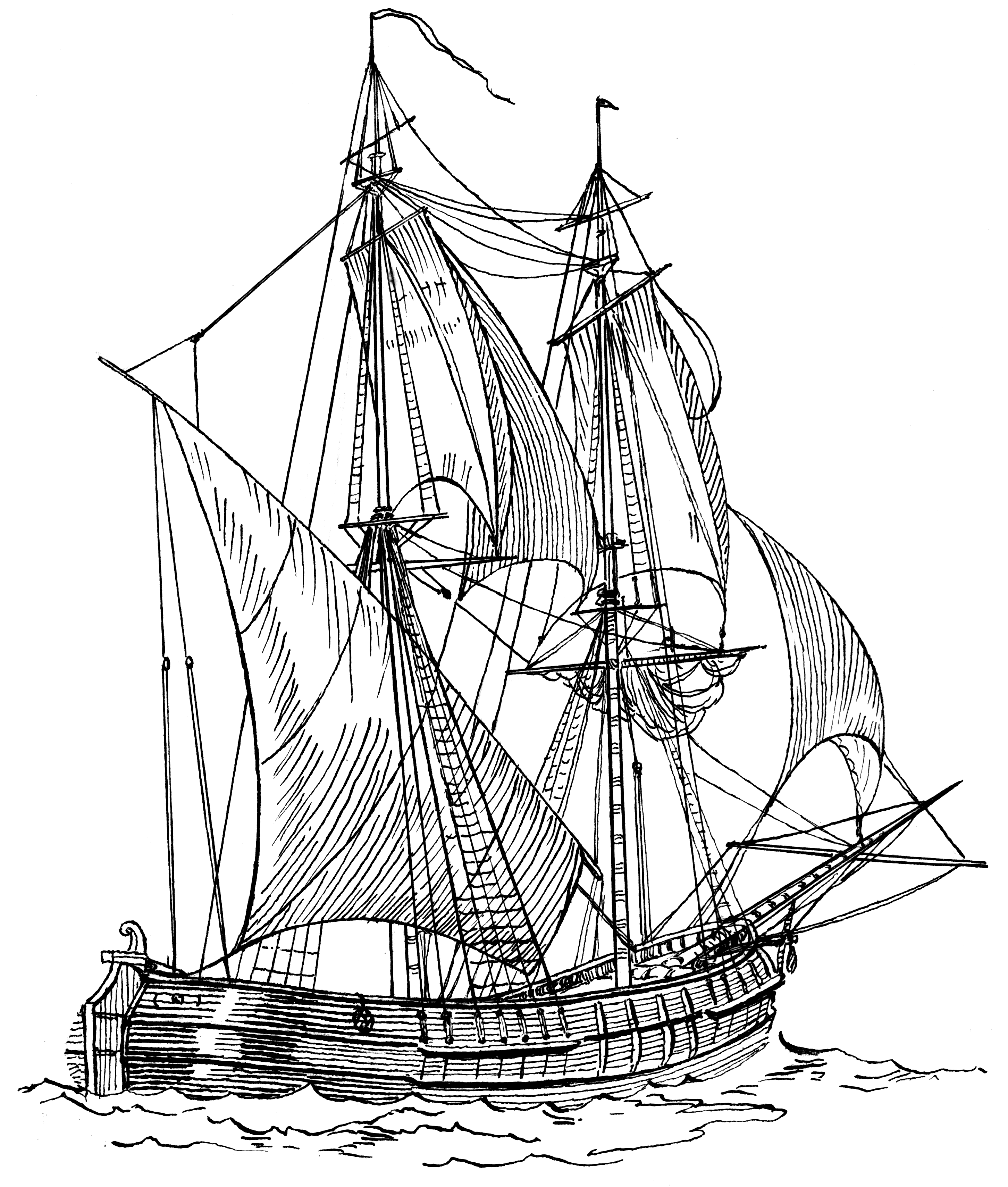
رسم توضيحي لبلندر

البَلَنْدَر سفينة تجارية أوروبية صغيرة بها صاريان - تُستخدم في هولندا لحركة المرور على السواحل والقناة وتُرى أحيانًا في بحر الشمال ولكن في كثير من الأحيان يمكن رؤيتها في البحر الأبيض المتوسط. أما في إنكلترا ، فيُعتقد أن استخدام البَلَنْدَر يعود إلى عهد الملكة إليزابيث. [2] تم تجهيز الصاري الرئيسي بشراع شبه منحرف ، الذي يحمل الشراع العلوي المربع. كان النزوح عادة أقل من 100 طن. ومع ذلك ، استبدل التصميم في النهاية بتصميمات أكثر كفاءة للسفن الشراعية.